# جورج إدوارد لوكهارت
جورج إدوارد لوكهارت هو سياسي كندي، ولد في 4 فبراير 1902 في Morley, Ontario ‏ في كندا، وتوفي في 1 يوليو 1991. نشط حزبياً في Co-operative Commonwealth Federation ‏.